# Чичербаево
Чичербаево — посёлок в Новокузнецком районе Кемеровской области. Входит в состав Красулинского сельского поселения.

## География
Центральная часть населённого пункта расположена на высоте 191 метров над уровнем моря.

## Население
По данным Всероссийской переписи населения 2010 года, в посёлке Чичербаево проживает 331 человек (164 мужчины, 167 женщин).